# 张氏梅
张氏梅 （發音：[t͡ɕɨəŋ˧˧ tʰi˧˨ʔ maːj˧˧]；1958年1月23日—）是越南女政治家。生於越南北部的廣平省，成長於南部的林同省，畢業於河內的越南國家行政學院，曾任胡志明市共青團主席、越南共青團中央常务书记、越共中央政治局委员、越共中央书记处常务书记、越共中央组织部部长、第十五届越南国会代表。

## 生平
张氏梅是越南共产党党员，拥有历史学士、法学学士、公共管理硕士和政治理论高级学位。
曾任越共中央群众动员委员会主任、国会常委、国会社会事务委员会主席；国民议会文化、教育、青年、青少年和儿童委员会副主席，胡志明共产主义青年团中央书记处常委，越南青年联盟主席。
自1997年以来，她一直担任越南国会代表，并担任越南-古巴友好协会主席。2006年起任中共中央委员，越南青年联合会首位女主席。2021年，她成为越共中央组织部首位女部长。2023年，接替转任越南国家主席的武文赏担任越共中央书记处常务书记。2024年5月16日，越共十三届九中全会16日同意张氏梅辞去越共中央政治局委员、中央书记处常务书记和中组部部长职务。2024年12月，越共中央政治局决定给予张氏梅谴责处分。